# Festival Latinoamericano de la Clase Obrera
El Festival Latinoamericano de la Clase Obrera (FELCO) fue un festival anual que reúne distintas expresiones artísticas. La exposición más abundante es la de cine, aunque también cuenta con secciones de plástica, pintura, fotografía, música y teatro.
La primera edición se realizó en el año 2004 en Buenos Aires y desde entonces se ha realizado rotando las sedes cada año a un país distinto de América Latina. Hasta la fecha se han realizado 3 en Argentina, 2 en Bolivia y 1 en Brasil, Chile y Uruguay.

## Historia
El primer FELCO se realizó en el año 2004 a partir de la iniciativa del grupo argentino de documentalistas y cineastas Ojo Obrero. A esta iniciativa respondieron otras organizaciones similares y prestigiosos cineastas militantes de Estados Unidos y Corea del Sur.